# Вільянуева-де-лас-Перас
Вільянуева-де-лас-Перас (ісп. Villanueva de las Peras) — муніципалітет в Іспанії, у складі автономної спільноти Кастилія-і-Леон, у провінції Самора. Населення — 127 осіб (2010).
Муніципалітет розташований на відстані близько 250 км на північний захід від Мадрида, 50 км на північ від Самори.

## Демографія
Динаміка населення (INE ):

## Галерея зображень

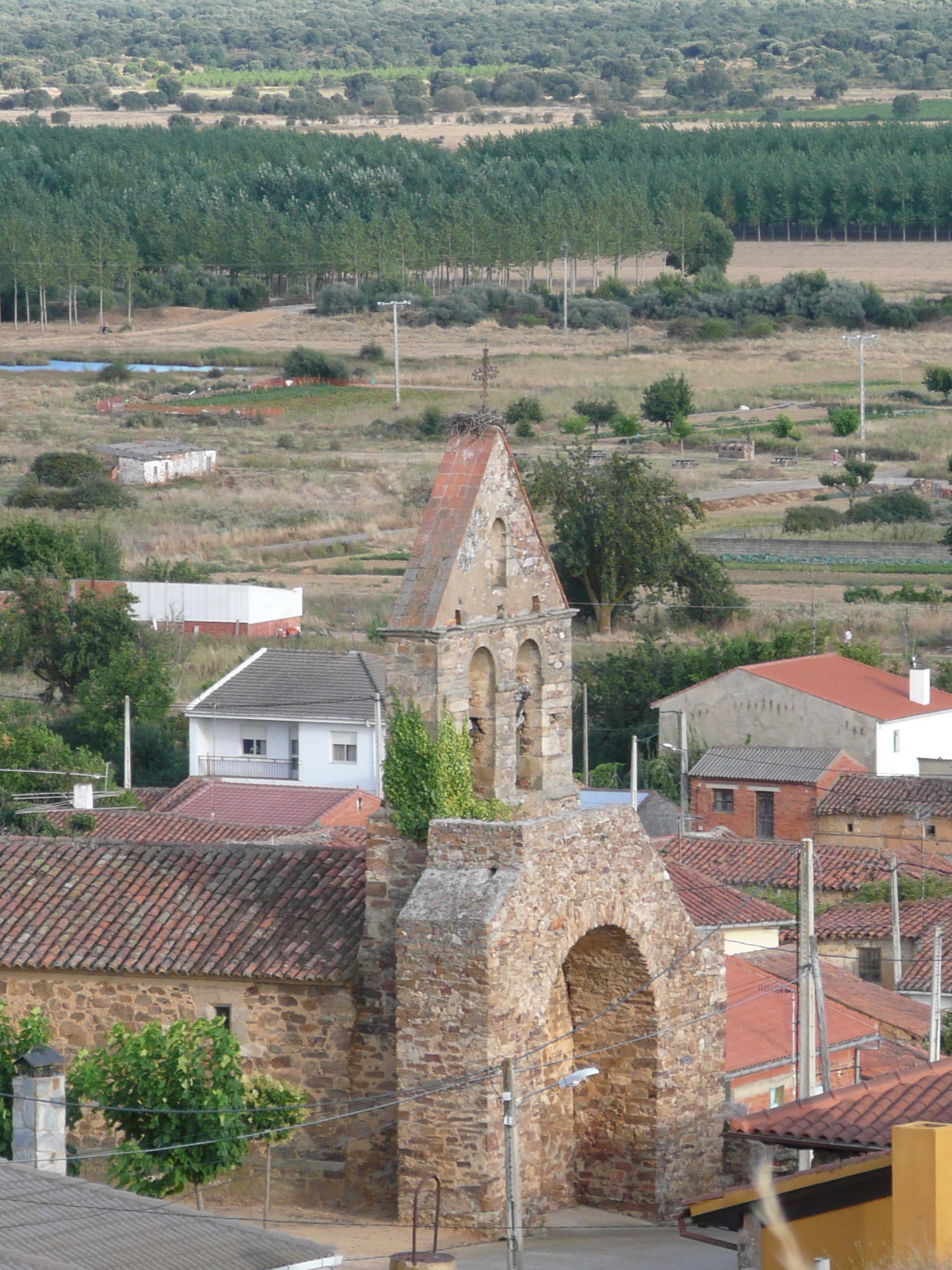
Церква у Вільянуеві
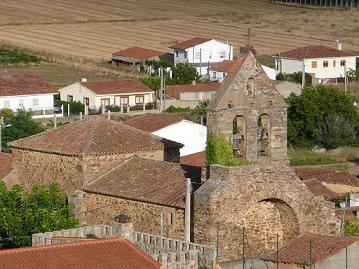
Церква у Вільянуеві